# 대한민국 임시정부의 각료
대한민국 임시정부의 각료는 1919년 4월 11일부터 1948년 7월 22일까지 대한민국 임시정부에 복무하였던 각료들의 명단이다. 부서장은 부장 혹은 총장이라 하였고, 부서의 부부서장은 차장으로 호칭하였다.
그리고 이들은, 조선 시대의 6조 판서와 자신들의 직위를 비교하여 내무부장/내무총장의 경우 내무대신이라는 별칭을 사용하기도 했다.

## 국무원 각료 명단

### 국무원 비서실 참모부 참사
- 윤건중(尹健重) - 1920년 3월 25일 ~ 1920년 9월 7일
- 이복현(李福賢) - 1920년 9월 7일 ~ 1921년 2월 4일
- 고진호(高辰昊) - 1921년 2월 4일 ~ 1921년 3월 14일(국무원 비서실 참모부 참사 임시대리)
- 고진호(高辰昊) - 1921년 3월 14일 ~ 1924년 5월 15일
- 조영원(趙永元) - 1924년 5월 15일 ~ 1925년 2월 23일

### 국무원 비서실 서무국
- 이원익(李元益) - 1920년 7월 29일 ~ 1921년 3월 14일(국무원 비서실 서무국장)

### 내무부
- 내무부장(내무총장->내무부장)
- 안창호 1919년 4월 10일 - 1919년 9월 11일
- 이동녕(李東寧) 1919년 9월 11일 -  1920년 8월 26일
- 이동녕(李東寧) 1920년 8월 27일 - 1921년 3월 31일
- 이동녕(李東寧) 1921년 3월 31일 - 1921년 5월 26일, 겸 국무총리대리
- 이동녕(李東寧) 1921년 5월 26일 - 1922년 3월 29일
- 이동녕(李東寧) 1922년 3월 30일 - 1922년 9월
- 이동녕(李東寧) 1922년 9월 - 1923년
- 홍진(洪震) 1923년 - 1923년 4월 8일
- 김구(金九) 1923년 4월 9일 - 1924년 12월 17일, 1924년 4월 9일부터 국무총리 대리 겸임
- 김구(金九) 1924년 12월 18일 - 1925년 3월 13일
- 이유필(李裕弼) (대리) 1925년 3월 13일 - 1925년 3월 23일
- 이유필(李裕弼) 1925년 3월 24일 - 1925년 7월 7일
- 이규홍 1925년 7월 8일 -  1926년 8월
- 김구(金九) 1926년 8월 -  1926년 8월 29일
- 최창식(崔昌植) 1926년 8월 30일 - 1926년 12월 8일
- 윤기섭(尹琦燮) 1926년 12월 9일 - 1927년 3월
- 윤기섭(尹琦燮) 1927년 3월 - 1927년 4월 11일
- 김구(金九) 1927년 8월 19일 - 1930년 8월 4일
- 차리석(車利錫) 1930년 8월 4일 - 1930년 11월 7일
- 조완구(趙琬九) 1930년 11월 8일[1] - 1930년 11월 18일
- 조완구(趙琬九) 1930년 11월 18일 - 1932년 5월 14일
- 조완구(趙琬九) 1932년 5월 15일 - 1933년 3월 6일[2]
- 차이석(車利錫) 1933년 3월 6일[2] - 1933년 12월 30일
- 차이석(車利錫) 1933년 12월 31일 - 1934년 1월 3일[3]
- 조소앙 1934년 1월 3일[3] - 1935년 9월 1일
- 송병조 1935년 11월 2일 - 1936년 11월 10일
- 조완구 1936년 11월 10일 - 1939년 10월 23일
- 홍진 1939년 10월 23일 - 1940년 10월 9일
- 조완구 1940년 10월 9일 - 1944년 4월 21일
- 신익희 1944년 4월 22일 - 1948년 8월 15일

- 내무부차장
- 신익희 1919년 4월 10일 - 1919년 4월 23일[4]
- 현순 1919년 8월 5일 - 1920년 1월 15일, 1919년 11월 14일 면직
- 이규희(李圭熙) 1920년 1월 15일 - , 학무부 차장 겸직
- 이규홍(李圭洪) ? - 1921년 2월 14일[5]
- 윤현진(尹顯振) 1921년 2월 14일 - 1921년 2월 22일, 의원면직
- 조완구(趙琬九) 1921년 5월 7일[6] -
- 이유필(李裕弼) 1924년 12월 17일 -
- 조완구 1935년 11월 2일 - 1936년 11월 10일
- 김성숙 1943년 3월 4일 - 1944년 9월 9일
- 권양무(權揚茂) 1944년 9월 10일 -

- 내무부 참사관
- 임재호(任在鎬) - 1919년 11월 14일
- 주현즉(朱賢則) - 1919년 11월 14일
- 정제형(鄭濟亨) 1919년 11월 14일 - 1921년 2월 4일
- 최동오(崔東旿) 1919년 11월 14일 -
- 최동오 1920년 3월 4일 -
- 김원식(金遠植) 1920년 4월 9일 - 1920년 9월 15일
- 유문형(柳文馨) 1920년 4월 29일 - 1921년 2월 4일
- 박인국(朴仁國) - 1920년 5월 30일
- 나우(羅愚) 1920년 6월 5일 -

#### 지방국
- 신두식(申斗湜) 1920년 3월 4일 -
- 최동오 - 1920년 5월 28일

### 국무원 비서부 또는 국무원 비서실
- 비서장(비서장, 비서실장, 비서부장 등으로 불림)
- 조소앙(趙素昻) 1919년 4월 10일 - 1919년 4월 23일[4]
- 최창식(崔昌植) 1919년 8월 5일 - 1919년 11월 14일.
- 김립(金立) 1919년 11월 14일 - 1920년 9월 15일, 실제 부임은 1919년 11월 14일, 1920년 1월 25일 사직서 제출 후 9월 15일 통과
- 조영원(趙永元) (대리) 1920년 8월 - 1920년 9월 19일
- 오영선(吳永善) 1920년 9월 20일 - 1921년 2월 4일
- 신익희(申翼熙) (임시서리) 1921년 1월 25일 - 1921년 3월 30일,
- 오영선(吳永善) 1921년 3월 31일 -
- 김여제(金輿濟) (임시대리) 1921년 3월 31일 - 1921년 5월 7일[6]
- 신익희 1921년 5월 7일[6] - ,
- 정윤(鄭潤) 1924년 4월 24일 - 1924년 9월 22일
- 김붕준(金鵬濬) ? - ?
- 김석(金晳) 1932년 - 1933년, 외교부 차장 겸직
- 김철(金澈) 1933년 12월 30일 - 1934년 6월 29일
- 차리석(車利錫) 1934년 10월 31일 - 1936년 11월 10일, 1935년 11월 2일부터 외무부 차장 겸직
- 차리석(車利錫) 1936년 11월 10일 - 1939년 10월 23일
- 차리석(車利錫) 1939년 10월 23일 - 1940년 10월 9일
- 차리석(車利錫) 1940년 10월 9일 - 1944년 4월 22일
- 차리석(車利錫) 1944년 4월 - 1945년 9월 9일 (사망)
- 조경한(趙擎韓) 1945년 9월 9일 - 1948년 8월 15일

- 부비서장(비서부차장 등으로도 불림)
- 김립(金立) 1919년 9월 11일 - 1919년 11월 14일, 국무원 서무국장 겸직
- 김여제(金輿濟) (임시대리) 1920년 2월 4일 - 1921년 8월 4일, 의원면직
- 윤징우(尹澄宇), 1944년 6월 - 1946년 2월 14일, 문화부 편집위원 겸직, 46년 2월 임정 탈퇴

- 비서관
- 오인석(吳仁錫) 1920년 4월 27일 - 1920년 7월 29일
- 신두식(申斗湜) ? - 1920년 5월 30일
- 김여제(金輿濟) 1920년 - , 비서장 임시대리 겸직
- 김여제(金輿濟) 1921년 3월 31일 - 1921년 5월 7일[6]
- 김여제(金輿濟) - 1921년 8월 4일, 의원면직
- 신정항(宋鼎頊) - 1921년 5월 30일
- 백기준(白基俊) 1924년 5월 15일 -
- 김여홍(金汝洪) 1926년 11월 22일 - 1926년 12월 8일
- 곽병덕(郭秉德) ? - 1927년 2월 21일

### 재무부
- 재무부장(재무총장->재무부장 또는 재정부장)
- 최재형(崔在亨) 1919년 4월 10일 - 1919년 9월 11일
- 이시영(李始榮) 1919년 9월 11일 -
- 이시영(李始榮) 1920년 8월 27일 - 1921년 5월 26일
- 이시영 1921년 5월 26일 -
- 이시영 1922년 3월 30일 - 1924년 4월, 겸 노동국총판
- 이시영 1924년 4월 ~ 1924년 12월 17일
- 이규홍(李奎洪) 1924년 12월 17일 - , 외무부 총장 겸직
- 남형우(南亨祐)
- 이규홍(李奎洪) 1925년 3월 13일 - 1925년 3월 23일
- 이규홍(李奎洪) 1925년 3월 24일 - 1925년 7월 7일
- 최창덕 1925년 7월 8일 - 1925년 10월 9일
- 이유필(李裕弼) 1926년 8월 18일 - 1926년 8월 30일
- 이유필(李裕弼) 1926년 8월 30일 - 1926년 12월 9일
- 김갑(金甲) 1926년 12월 9일 - 1927년 3월
- 김갑(金甲) 1927년 3월 - 1927년 4월 11일
- 김갑(金甲) 1927년 8월[7] - 1930년 8월 3일
- 송병조(宋秉祚) 1930년 8월 4일 - 1930년 11월 8일
- 김갑(金甲) 1930년 11월 8일 - 1930년 11월 18일
- 김구(金九) 1930년 11월 18일 - 1932년 5월
- 김철(金澈) 1932년 5월 15일 - 1933년 3월 6일[2], 군무부장 겸직
- 송병조(宋秉祚) 1933년 3월 6일 - 1933년 12월 30일, 주석직 겸직
- 송병조(宋秉祚) 1933년 12월 31일 - 1934년 1월 2일
- 송병조(宋秉祚) 1934년 1월 3일[3] -
- 김구(金九) 1935년 11월 2일 - ?
- 송병조(宋秉祚) ? -  1936년 11월 10일
- 송병조 1936년 11월 10일 - 1939년 10월 23일
- 김구 1939년 10월 23일 - 1940년 10월 9일
- 이시영(李始榮) 1940년 10월 9일 - 1944년 4월 21일
- 조완구(趙琬九) 1944년 4월 22일 - 1948년 8월 15일

- 재무부차장
- 이춘숙 1919년 4월 10일 - 1919년 4월 23일
- 이춘숙 - 1919년 8월 4일
- 윤현진(尹顯振) 1919년 8월 5일 -
- 이유필(李裕弼) 1921년 7월 7일[8] - , 7월 14일 겸 재무부 임시공채국장[9]
- 김철(金澈) 1934년 -
- 신건식(申健植) 1943년 3월 4일 - 1943년 3월 30일
- 신건식(申健植) 1943년 3월 30일 - 1944년 2월

- 재무부참사
- 장기현(張起鉉) 1921년 6월 30일 - 1921년 8월 22일, 임시공채관리국 서기 겸직
- 정태희(鄭泰熙) 1921년 7월 28일 - , 재무부 서기 겸직
- 이규서(李奎瑞) - 1921년 10월 3일,
- 곽영(郭英) 1924년 6월 12일 -
- 정태희(鄭泰熙) 1924년 6월 19일 -

### 외무부
- 외무부장(외무총장->외무부장)
- 김규식 1919년 4월 10일 - 1919년 9월 11일, 8월~9월 구미위원부 위원장 겸임
- 박용만(朴容萬) 1919년 9월 11일 - 1920년 4월
- 정인과(鄭仁果)(대리) 1920년 3월 20일 - 1920년 8월 26일 겸 외무차장
- 정인과(鄭仁果)(대리) 1920년 8월 27일 - 1920년 7월 31일 겸 외무차장
- 이동휘(李東輝) 1920년 7월 31일 - 1920년 9월 27일, 겸직
- 신익희 (대리) 1920년 9월 27일 - 1920년 11월 30일, 겸 외무차장
- 신익희 (대리) 1920년 12월 1일 - 1921년 5월 7일, 겸 외무차장
- 이희경(李喜儆) (대리) 1921년 5월 7일[6] - 1921년 5월 26일, 겸 외무차장 겸 임시회계검사원
- 이희경(李喜儆) (대리) 1921년 5월 26일 - 1921년 6월 7일, 겸 외무차장
- 신규식 1921년 5월 26일 - ?, 법무차장, 총리대리, 임시대리 겸직
- 신규식 1922년 3월 30일 - , 겸 법무총장
- 조소앙 1922년 9월 - 1924년 12월 17일
- 이규홍(李奎洪) 1924년 12월 17일 - 1925년 3월 12일, 재무부 총장 겸직
- 김철 1925년 3월 13일 - 1925년 3월 26일
- 이규홍(李奎洪) 1925년 3월 27일 - 1925년 7월 7일, 재무부 총장 겸직
- 조소앙 1925년 7월 8일 -  1926년 7월 7일
- 홍진(洪震) 1926년 7월 7일 - 1926년 9월 26일
- 홍진(洪震) 1926년 9월 27일 - 1926년 12월 14일 : 국무령으로 겸임
- 이규홍(李圭洪) 1926년 12월 9일 - 1927년 3월
- 이규홍(李圭洪) 1927년 3월 - 1927년 4월 11일
- 오영선 1927년 8월 19일 - 1930년 6월 6일[7]
- 조소앙 1930년 6월 6일[7] ~ 1930년 8월 3일
- 조소앙 1930년 8월 4일 - 1930년 11월 18일
- 조소앙 1930년 11월 18일 - 1932년 5월 14일
- 조소앙 1932년 5월 15일 - 1933년 3월 6일[2]
- 신익희 1933년 3월 6일[2] - 1933년 6월 22일
- 김규식(金奎植) 1933년 6월 22일[2] - 1934년 1월 3일[3]
- 김규식(金奎植) 1933년 1월 4일[3] - 1933년 12월 30일
- 김규식(金奎植) 1933년 12월 31일 - 1935년 9월 1일
- 김구 1935년 11월 2일 - 1936년 11월 10일, 겸직
- 김구 1936년 11월 10일 - 1939년 10월 23일
- 조소앙(趙素昻) 1939년 10월 23일 - 1940년 10월 9일
- 조소앙(趙素昻) 1940년 10월 9일 - 1944년 4월 21일
- 조소앙(趙素昻) 1944년 4월 22일 - 1948년 8월 15일

- 외무부차장
- 현순 1919년 4월 10일 - 1919년 8월 5일
- 여운형 1919년 8월 5일 - 1920년 1월 22일
- 정인과(鄭仁果) (서리) 1920년 1월 23일 - 1920년 3월 19일
- 정인과(鄭仁果) 1920년 3월 20일 - 1920년 8월 26일, 외무총장대리 겸임
- 정인과(鄭仁果) 1920년 8월 27일 - 1920년 8월 31일, 외무총장대리 겸임
- 신익희(申翼熙) (서리) 1920년 9월 1일 - 1920년 9월 19일
- 신익희(申翼熙) 1920년 9월 20일 - 1920년 11월 30일, 9월 27일부터 총장대리 겸직
- 신익희(申翼熙) 1920년 12월 1일 - 1921년 5월 7일, 겸 총장 대리
- 이희경(李喜儆) 1921년 5월 7일[6] - 1921년 5월 26일 외무차장겸 총장대리 겸 임시회계검사원
- 이희경(李喜儆) 1921년 5월 26일 - 1921년 6월 7일, 외무차장겸 총장대리
- 박찬익(朴贊翊) (대리) 1921년 7월 7일[8] - , 겸 외무부 외사국장
- 김석(金晳) 1932년 - 1933년, 비서장 겸직
- 신익희 1933년 3월 6일 - 1933년 12월 30일
- 차이석 1935년 11월 2일 - 1936년 11월 10일, 비서장 겸직
- 신익희 1943년 3월 4일 -

- 외무부 참사
- 김진무(金振武) 1920년 1월 5일 - 1920년 2월 12일
- 이장화(李章和) 1920년 2월 13일 - 1921년 2월 26일, 1920년 11월 1일까지 수입인지취급관 겸직
- 황진남(黃鎭南) 1920년 9월 29일 - 1921년 2월 18일
- 김용철(金容喆) 1920년 9월 29일 -
- 김진무(金振武) 1920년 11월 1일 - 1921년 5월 17일, 수입인지취급관 겸직

### 학무부
학무부는 교육부와 같은 역할이다.
- 학무부장(학무총장->학무장->학무부장)
- 김규식(金奎植) 1920년 4월 10일 - 1920년 8월 27일
- 김규식(金奎植) 1920년 8월 27일 - 1921년 4월 29일, 8월 구미위원장 겸직
- 김인전(金仁全) (대리) 1921년 5월 7일 - 1921년 5월 26일, 겸 학무차장
- 김인전(金仁全) (대리) 1921년 5월 26일 - , 겸 학무차장
- 김인전(金仁全) (대리) 1922년 3월 30일 - , 겸 학무차장
- 조성환(曹成煥) ?  - 1924년 4월 16일
- 김승학(金承學) (대리) 1924년 5월 31일  - 1924년 12월 17일, 겸 학무차장
- 조상섭(趙尙燮) 1924년 12월 17일 -
- 조상섭 1925년 3월 13일 - 1925년 3월 24일
- 조상섭 1925년 3월 24일 - 1925년 7월 7일
- 조상섭 1925년 7월 8일 -
- 김규식(金奎植) 1930년 8월 4일 -
- 조완구 1935년 11월 2일 -
- 장건상(張建相) 1942년 10월 - 1944년 4월 21일
- 장건상(張建相) 1944년 4월 22일 - 1945년 3월 18일, 유임
- 김상덕(金尙德) 1945년 3월 19일 - 1948년 5월 10일

- 학무부차장
- 이규홍 1919년 11월 14일 -
- 이규희(李圭熙) 1920년 1월 15일 - 1920년 1월 27일, 내무부 차장 임시 겸직
- 이춘숙(李春塾) 1920년 1월 28일 - 1920년 2월 16일, 겸 군무부차장 서리
- 김인전(金仁全) 1921년 5월 7일 - 1921년 5월 26일, 겸 총장대리, 직전 재무부비서국장, 임시공채관리국장 역임
- 김인전(金仁全) 1921년 5월 26일 - , 겸 총장대리
- 김인전(金仁全) 1922년 3월 30일 - , 겸 총장대리
- 김승학(金承學) 1924년 5월 15일 - 1924년 12월 17일, 5월 31일부터 총장대리 겸직
- 유흥식(柳興湜) 1943년 3월 4일 - 1943년 5월 24일
- 김상덕(金尙德) 1943년 5월 25일 - 1945년 3월 19일, 6월 1일 취임, 6월부터 문무부 차장 겸직

### 노동국
노동국은 내무부 산하기관이다. 노동국의 장은 총판으로 내무부장, 내무차장의 예하였다.
- 안창호(安昌浩) 1919년 9월 11일 - 1920년 8월 26일
- 안창호(安昌浩) 1920년 8월 27일 - 1921년 5월 11일
- 이시영 1921년 5월 26일 - , 재무총장으로 겸직
- 이시영 1922년 3월 30일 - , 겸 재무총장
- 김동삼(金東三) ? - 1924년 4월 16일
- 김구(金九) 1924년 6월 2일 - 1924년 12월 17일, 겸 내무총장
- 김갑(金甲) 1924년 12월 17일 - 1925년 3월 12일
- 김갑(金甲) 1925년 3월 13일 - 1925년 3월 26일
- 이유필(李裕弼) 1925년 3월 27일 - 1925년 7월 7일, 내무부 총장 겸직
- 조완구 1925년 7월 ~ 1925년 12월
- 최창식(崔昌植) 1926년 8월 18일 - 1926년 12월 9일

### 경무국
경무국은 임시정부를 경호하는 기관으로 경찰청의 역할을 수행하였다.
- 경무국장

- 김구(金九) 1919년 9월 ~ 1921년 5월
- 김용원(金庸源(金仲玉)) 1921년 5월 -
- 강창제(姜昌濟) 1925년 - 1925년 11월
- 나창헌 1925년 11월 - , 병인의용대 조직
- 김관오(金冠五) 1943년 3월 30일 -

- 경호부장(경무국 예하의 부서로 각부의 장관급은 아니다.)
- 여순근(呂淳根) 1919년 9월 - 1920년 2월
- 여순근(呂淳根) 1920년 2월 - ?

### 군무부
군무부는 국방부와 같은 역할로 독립군과 한국 광복군 양성을 주관했다.
- 군무부장(군무총장->군무부장)
- 이동휘(李東輝) 1919년 4월 10일 - 1919년 4월 23일(군무총장)
- 노백린(盧伯麟) 1919년 4월 23일 - 1919년 9월 11일(군무총장)
- 노백린(盧伯麟) 1919년 9월 11일 - 1920년(군무부장)
- 김희선(金義善) (대리) 1920년 3월 20일 - 1920년 8월 27일, 겸 군무총장대리
- 김희선(金義善) (대리) 1920년 8월 27일 - 1920년 11월 15일, 겸 군무총장대리 겸 무관학교장
- 이동휘(李東輝) 1920년 11월 15일 - 1921년 2월 4일
- 이동휘(李東輝) 1921년 3월 31일 - 1921년 5월 26일
- 노백린(盧伯麟) 1921년 5월 26일 - 1921년
- 노백린(盧伯麟) 1922년 3월 30일 - ?
- 유동열(柳東說) ? - 1924년 4월 16일
- 이동녕(李東寧) 1924년 6월 2일 - 1924년 12월, 겸 국무총리
- 정윤(鄭潤) (대리) 1924년 9월 22일 - 1924년 12월 17일, 군무부 차장 겸직
- 노백린(盧伯麟) 1924년 12월 17일 - 1925년 3월, 교통부 총장 겸직
- 노백린(盧伯麟) 1925년 3월 24일 - 1925년 7월 7일, 교통부 총장 겸직
- 오영선(吳永善) 1926년 12월 9일 - 1927년 3월
- 오영선(吳永善) 1927년 3월 - 1927년 4월 11일
- 김철 1927년 8월 19일[7] - ?
- 박용만 ? - 1928년 10월 16일, 1928년 10월 16일 박인식(朴仁植), 이해명(李海鳴) 외 1인에게 사살(암살)당함
- 김철(金澈) 1928년 10월 16일 - 1928년 10월 23일(군무부장 임시대리)
- 김철(金澈) 1928년 10월 23일 - 1930년 11월 18일(군무부장)
- 김철(金澈) 1930년 11월 18일[1] - 1932년 5월(군무총장), 재무부장 겸직
- 김구(金九) 1932년 5월 - 1930년 8월 4일(군무총장)
- 류동렬(柳東說) 1930년 8월 4일 - 1932년 5월 15일(군무총장)
- 김구(金九) 1932년 5월 15일 - 1933년 3월 6일[2](군무부장)
- 윤기섭(尹琦燮) 1933년 3월 6일[2] - 1933년 12월 31일(군무부장 임시대리)
- 윤기섭(尹琦燮) 1933년 12월 31일 - 1934년 1월 3일[3](군무부장 임시서리)
- 윤기섭(尹琦燮) 1934년 1월 3일[3] - 1934년 9월 20일(군무부장)
- 이청천(李靑天) 1934년 9월 20일 - 1934년 10월 31일(군무부장 임시대리)
- 류동렬(柳東說) 1934년 10월 31일 - 1935년 9월 1일(군무부장)
- 조성환(曹成煥) 1935년 11월 2일 - 1936년 11월 10일(군무부장)
- 조성환(曹成煥) 1936년 11월 10일 - 1939년 10월 23일(군무총장)
- 이청천(李靑天) 1939년 10월 23일 - 1940년 10월 9일(군무총장)
- 조성환(曹成煥) 1940년 10월 9일 - 1942년 10월 29일(군무총장)
- 김원봉(金元鳳) 1942년 10월 29일 - 1944년 4월 22일(군무부장)
- 김원봉(金元鳳) 1944년 4월 22일 - 1946년 2월 14일(군무총장), ; 1946년 2월 14일, 임정 탈퇴
- 조성환(曹成煥) 1946년 2월 14일 - 1948년 8월 15일(군무부장)

- 군무부차장
- 1. 조성환(曹成煥) 1919년 4월 10일 - 1919년 4월 23일[4]
- 김희선(金義善) 1919년 4월 23일 - 1919년 8월 5일
- 이춘숙(李春塾) 1919년 8월 5일 - 1920년 3월 19일
- 김희선(金義善) 1920년 3월 20일 - 1920년 8월 27일, 겸 군무총장대리
- 김희선(金義善) 1920년 8월 27일 - 1920년 11월 15일, 겸 군무총장대리 겸 무관학교장
- 이춘 1919년 8월 5일 - 1919년 9월
- 김희선(金義善) 1919년 9월 - 1920년 2월 8일
- 이춘숙(李春塾) (임시서리) 1920년 1월 28일 - 1920년 2월 8일, 학무부 차장 겸직
- 김희선(金義善) 1920년 2월 9일[10] - 1920년 11월 15일[11] 겸 군무총장대리, 육군무관학교장
- 이춘숙(李春塾) 1920년 1월 28일 - 1920년 8월 27일, 겸 학무부차장
- 김희선 1920년 8월 27일 - ,겸 군무총장대리
- 윤기섭(尹琦燮) 1921년 5월 7일 - ?, 겸 군무부임시 편집위원장
- 정윤(鄭潤), 1924년 9월 22일 - 1924년 12월 17일, 총장대리 겸직
- 이춘숙(李春塾) ? - 1927년 12월 2일, 12월 2일 조선총독부에 의해 체포됨
- 조성환 1939년 10월 23일 - 1940년 10월 9일, 무임소부장 겸직
- 윤기섭 1943년 3월 4일 -
- 김홍일(金弘壹) 1944년 6월 - 1945년, 한국 광복군 총사령부 참모장 겸직
- 김홍일(金弘壹) 1945년 -

- 군무부 참사
- 이하영(李河永) 1920년 4월 19일 - 1920년 7월 6일
- 최지화(崔志化) 1920년 4월 22일 - 1920년 7월 28일
- 김붕준(金鵬濬) 1920년 -
- 장승조(張承祚) 1920년 11월 23일 -

- 육군무관학교장
- 1. 김희선(金義善)  : 1920년 1월 21일 - 1920년 11월 15일], 겸 군무부총장대리 군무차장
- 도인권 (임시대리) 1920년 11월 16일 - 1920년 11월 22일 : 군무부 군사국장 겸 비서국장 겸직
- 도인권 (대리) 1920년 11월 23일 -  : 군무부 군사국장 겸 비서국장 겸직

### 법무부
- 법무부장(법무총장->법무부장)

- 이시영(李始榮) 1919년 4월 10일 - 1919년 5월 10일
- 남형우(南亨祐) 1919년 5월 10일 - 1919년 7월 7일
- 안창호 1919년 7월 8일 - 1919년 9월 11일, 법무총장 서리 겸직
- 신익희(임시서리) 1919년 8월 18일 - 1919년 9월 11일
- 신규식(申奎植) 1920년 8월 27일 - 1921년 5월 26일
- 신규식(申奎植) 1921년 5월 26일 -
- 신규식(申奎植) 1922년 3월 30일 - 1922년 9월, 겸 외무총장
- 홍진(洪震) 1922년 9월 - 1924년 4월 16일
- 김갑(金甲) (대리) 1924년 5월 31일 - 1924년 12월 17일, 겸 법무부차장
- 오영선(吳永善) 1924년 12월 17일 -
- 오영선(吳永善) 1925년 3월 13일 -  1925년 3월 24일
- 오영선(吳永善) 1925년 3월 24일 - 1925년 7월 7일
- 이유필 1925년 7월 8일 -
- 조상섭(趙尙燮) 1926년 8월 30일 - 1926년 12월 9일
- 이동녕 1926년 12월 9일 -  1927년 4월 11일
- 조상섭(趙尙燮) 1927년 8월 19일 -
- 이동녕 ? - 1928년, 겸임 주석
- 이동녕 1928년 - , 겸임 주석
- 양기탁(梁起鐸) 1930년 8월 4일 -
- 이동녕(李東寧) 1932년 5월 15일 - 1933년 3월 6일[2]
- 최동오(崔東旿) 1933년 3월 6일[2] - 1933년 12월 30일
- 최동오(崔東旿) 1933년 12월 31일 - 1934년 1월 3일[3]
- 최동오(崔東旿) 1934년 1월 3일[3] - 1935년 9월 1일
- 이시영(李始榮) 1935년 11월 2일 -  1936년 11월 10일
- 이시영(李始榮)1936년 11월 10일 - 1939년 10월 23일
- 이시영(李始榮)1939년 10월 23일 - 1940년 10월 9일
- 박찬익(朴贊翊) 1940년 10월 9일 - 1944년 4월
- 최동오 1944년 4월 - 1948년 8월 15일

- 법무부 차장
- 남형우(南亨祐) 1919년 4월 10일 - 1919년 4월 23일[4]
- 홍진(洪震) 1919년 4월 23일 -
- 김응섭(金應燮) 1919년 - , 법무위원 겸직
- 신익희(申翼熙) 1919년 8월 5일 - 1920년 2월 23일
- 안병찬 1920년 3월 31일 - 1921년 2월 4일, 겸 임시정부 임시법률기초위원장
- 신규식(申圭植) 1921년 5월 16일 - 국무총리대리 겸직
- 김갑(金甲) 1924년 5월 15일 - 1924년 12월 17일, 5월 31일부터 총장대리 겸직
- 김철(金澈) 1926년 12월 14일 - 1927년 4월 11일
- 이현수(李賢壽) 1943년 3월 4일 -

- 헌법개정기안위원
- 김붕준(金朋濬) - 1926년 12월 27일
- 송병조(宋秉祚) - 1926년 12월 27일
- 엄항섭(嚴恒燮) 1926년 12월 28일 -

#### 법제국
- 법제국장
- 신익희(申翼熙) - 1920년 1월 13일

### 교통부
- 교통부장 (교통총장->교통부장)
- 신석우(申錫雨) 1919년 4월 10일 - 1919년 4월 23일
- 문창범(文昌範) 1919년 4월 23일 - 1919년 8월, 취임거부·면직
- 신석우(申錫雨) 1919년 8월 - 1919년 9월 11일
- 남형우 1919년 9월 -
- 문창범(文昌範) 1919년 9월 11일 - 1919년 11월 26일, 취임거부·면직
- 김철(金澈) (대리) 1919년 11월 26일 - 1920년 9월 15일, 겸 교통차장
- 남형우(南亨祐) 1920년 3월 22일 - 1921년 4월 25일
- 김철 (대리) 1920년 8월 27일 - 1921년 5월 26일, 겸 교통차장
- 손정도(孫貞道) 1921년 5월 7일[12] - 1921년 5월 26일
- 손정도 1921년 5월 26일 -
- 손정도 1922년 3월 30일 -
- 이척(李沰) ? - 1924년 4월 16일
- 김규면(金圭冕) (대리) 1924년 5월 31일 - 1924년 12월 17일, 겸 교통부 차장
- 노백린(盧伯麟) 1924년 12월 17일 - 1925년 3월, 군무부 총장 겸직
- 노백린(盧伯麟) 1925년 3월 13일 - 1925년 3월 26일
- 조상섭 1925년 3월 27일 - 1925년 7월 7일, 학무부총장 겸직
- 김갑(金甲) 1925년 7월 8일 -
- 김철 1926년 12월 9일 - 1927년 3월 24일
- 최동오(崔東旿) 1930년 8월 4일 -
- 류동렬(柳東說) 1942년 10월 - 1944년 4월 22일

- 교통부차장
- 선우혁(鮮于赫) 1919년 4월 10일 - 1919년 8월 5일
- 김철(金澈) 1919년 8월 5일 - 1919년 9월
- 김대지(金大池) 1919년 11월 - 1919년 12월
- 김철(金澈) 1919년 12월 - 1920년 8월 26일, 겸 교통부 총장 대리
- 김철(金澈) 1920년 8월 27일 - 1920년 9월 15일, 겸 교통부 총장대리
- 김철(金澈) - 1921년 3월 3일
- 김규면(金圭冕) 1924년 5월 15일 - 1924년 12월 17일, 5월 31일부터 총장대리 겸직
- 김철남(金鐵男) 1943년 3월 4일 -

- 교통부 참사
- 정광호(鄭光好) 1920년 2월 13일 - 1921년 2월 14일
- 윤응념(尹應念) 1920년 10월 5일 -
- 박윤근(朴潤根) - 1921년 8월 22일,

### 문화부
- 문화부장
- 최석순(崔錫淳) 1942년 10월 - 1944년 9월 16일
- 김상덕(金尙德) 1944년 9월 17일 - 1945년 3월 19일, 학무부차장 겸직
- 김상덕(金尙德) 1945년 3월 19일 - 1948년 5월 10일

- 문화부차장
- 김상덕(金尙德) 1943년 6월 1일 - 1944년 9월 16일, 학무부차장 겸직

### 감찰위원회
감찰위원회는 국무회의를 감찰하는 역할을 수행하였다.
- 이시영 ? - 1945년 7월 22일

### 선전부
- 선전부장
- 윤기섭 1930년 8월 4일 -
- 윤기섭 1935년 11월 2일 -
- 김규식(金奎植) 1942년 10월 - 1944년 4월 21일
- 엄항섭 1944년 4월 22일 - 1948년 7월 22일

- 선전부차장
- 엄항섭 1942년 10월 - 1944년 4월 21일
- 윤징우(尹澄宇), 1944년 4월 22일 - 1944년 6월, 겸 선전부 편집국장을 겸직

### 생계부
생계부는 당시 중경지역의 동포들의 생계를 담당하던 부서였다.
- 생계부장
- 황학수(黃學秀) : 1942년 10월 - 1943년 3월 3일
- 황학수(黃學秀) 1943년 3월 4일 - 1944년 4월 22일

- 생계부차장
  - 양우조(楊宇朝) 1942년 10월 - 1943년 3월 3일
  - 양우조(楊宇朝) 1943년 3월 4일 - 1943년 3월 30일
  - 양우조(楊宇朝) 1943년 3월 30일 -

### 정무위원회
- 이동녕(李東寧) 1927년 6월 26일 - 1927년 8월 19일
- 김명준(金明濬) 1927년 6월 26일 - 1927년 8월 19일
- 조완구 1927년 6월 26일 - 1927년 8월 19일
- 이동녕(李東寧) 1927년 8월 19일 -
- 김명준(金明濬) 1927년 8월 19일 -
- 조완구 1927년 8월 19일 -

### 구미외교위원부
구미외교위원부는 임시정부의 주미대사와 유럽의 외교관계를 담당하는 기관이었다. 1925년 위원장 이승만 탄핵과 함께 폐지령이 내려졌으나 이승만은 이를 독자적으로 운영하였다. 1941년 김구가 주석으로 취임하여 이승만을 위원장으로 재선임함으로써 다시 공인되었다.
- 위원장
- 1. 김규식 1919년 8월 - 1919년 9월
- 2. 이승만 1919년 9월 - 1920년 4월, 상하이 대통령직 수행으로 인한 면직
- (대리) 현순 1920년 4월 - 1921년 4월 26일, 직무상 불근신함이 많다는 이유로 면직됨(의정원 회의록에 면직사유 등재)
- (대리) 서재필(徐載弼) 1921년 4월 26일 - 1921년 9월 2일
- 3. 이승만 1921년 9월 3일 - 1941년 3월 3일
- 4. 이승만 1941년 3월 4일 - 1945년 10월 1일
- 5. 임병직 1945년 10월 2일 - 1948년 8월 15일

- 부위원장
- 1.
- 2. 김규식 1919년 9월 - 1921년 4월 25일
- 정한경(鄭翰景) 1921년 4월 26일 -

- 장재/참사관
- 송헌주(宋憲澍) 1919년 8월 - 1920년 7월 30일
- 현순(玄楯) 1920년 - 1921년 4월 26일
- (대리) 서재필 1921년 4월 26일 - 1922년 8월 26일
- 남궁염 1922년 8월 26일 - 1948년 8월 15일

#### 파리위원부
파리위원부는 임시정부의 유럽대표부로, 구미위원부 창립 뒤에는 구미위원부에 편입되어 예하 주불대표부, 유럽대표부 등으로 부른다.
- 위원장
- 1. 김규식 1919년 4월 22일 - 1919년 8월
- 2. 이관용(李灌龍)(대리) 1919년 8월 - 1919년 10월 10일
- 3. 황기환(黃玘煥) 1919년 10월 10일 - 1923년

- 부위원장
- 1. 이관용(李灌龍) 1919년 4월 22일 - 1919년 8월
- 2. 황기환(黃玘煥) 1919년 8월 - 1919년 10월 10일, 겸 파리위원부 서기장
- 3. 황기환(黃玘煥) 1919년 10월 11일 - , 런던주차위원 겸직

#### 동삼성 외교위원부
- 위원장
- 이탁(李鐸) 1920년 6월 16일 -

#### 주러위원부
- 위원장

- 부위원장
- 김상헌(金尙憲) 1920년 3월 25일 -

### 무임소
- 김응섭(金應燮) 1926년 8월 18일 - 1926년 12월 9일
- 조소앙(趙素昻) 1926년 8월 18일 - 1926년 12월 9일
- 이유필 1926년 8월 18일 - 1926년 8월 30일, 재무부장 임명으로 해임
- 조상섭 1926년 8월 18일 - 1926년 8월 30일, 법무부장 임명으로 해임
- 최창식 1926년 8월 18일 - 1926년 8월 30일, 내무부장 임명으로 해임

- 조성환(曹成煥) 1933년 3월 6일[2] - 1934년 1월 3일[3]
- 이승만(李承晩) 1933년 3월 6일[2] - 1933년 11월
- 이유필(李裕弼) 1933년 3월 6일 - 1934년 1월 3일
- 이승만(李承晩) 1933년 11월 - 1934년 1월 3일[3]
- 조성환 1933년 12월 30일 - 1934년 3월
- 성주식(成周寔) 1933년 12월 30일 - 1934년 9월 20일
- 김철 1934년 1월 3일[3] - , 6월 29일까지 임정 비서실장 겸직
- 조성환 1934년 1월 3일[3] -
- 성주식 1934년 1월 3일[3] -
- 조성환 1939년 10월 23일 - 1940년 10월 9일, 군무부 차장 겸직
- 송병조 1939년 10월 23일 - 1940년 10월 9일
- 조완구 1939년 10월 23일 - 1940년 10월 9일

### 국무위원
각부의 부장(총장), 차장은 국무위원을 겸임. 기타 국무위원
- 조완구 1919년 4월 13일 - 1919년 9월 10일
- 조소앙 1919년 4월 13일 - 1919년 9월 10일
- 조동호 1919년 4월 13일 - 1919년 9월 10일
- 이춘숙 1919년 4월 13일 - 1919년 9월 10일
- 홍수(洪濤) 1919년 4월 23일 -
- 조성환(曹成煥) 1925년 10월 12일 - 1926년 2월 28일 : 취임 불응으로 면직
- 이탁 1925년 9월 24일 - 1926년 2월 28일 : 취임 불응으로 면직
- 김동삼 1925년 9월 24일 - 1926년 2월 28일 : 취임 불응으로 면직
- 오동진 1925년 9월 24일 - 1926년 2월 28일 : 취임 불응으로 면직
- 김좌진 1925년 9월 24일 - 1926년 2월 28일 : 취임 불응으로 면직
- 윤세용(尹世茸) 1925년 9월 24일 - 1926년 2월 28일 : 취임 불응으로 면직
- 현천묵(玄天默) 1925년 9월 24일 - 1926년 2월 28일 : 취임 불응으로 면직
- 이유필 1925년 9월 24일 - 1926년 2월 28일 : 취임 불응으로 면직
- 윤병용(尹秉鏞) 1925년 9월 24일 - 1926년 2월 28일 : 취임 불응으로 면직
- 이척 1926년 10월 10일 - 1926년 12월 14일 : 취임 불응으로 면직
- 김동삼 1926년 10월 10일 - 1926년 12월 14일
- 오동진(吳東振) 1926년 10월 10일 - 1926년 12월 14일
- 이유필(李裕弼) 1926년 10월 10일 - 1926년 12월 14일
- 윤세용(尹世茸) 1926년 10월 10일 - 1926년 12월 14일
- 현천묵(玄天默) 1926년 10월 10일 - 1926년 12월 14일
- 윤병용(尹秉庸) 1926년 10월 10일 - 1926년 12월 14일
- 김좌진(金佐鎭) 1926년 10월 10일 - 1926년 12월 14일
- 조성환 1926년 10월 12일 - 1926년 12월 14일
- 이규홍(李圭洪) 1926년 12월 14일 - 1927년 3월
- 김철(金徹(澈)) 1926년 12월 14일 - 1927년 3월
- 윤기섭(尹琦燮) 1926년 12월 14일 - 1927년 3월
- 오영선(吳永善) 1926년 12월 14일 - 1927년 3월
- 김갑(金甲) 1926년 12월 14일 - 1927년 3월
- 김구(金九) 1927년 3월 - 1927년 4월 10일
- 이동녕 1927년 4월 10일 - 1927년 8월
- 김구(金九) 1927년 4월 10일 - 1927년 8월
- 김구(金九) 1930년 11월 8일 - 1932년 5월
- 김구(金九) 1932년 5월 - 1932년 6월
- 조성환 ? - 1934년 2월 1일
- 김철 ? - 1934년 6월 29일, 사망
- 조소앙 ? - 1935년 5월
- 이동녕 1935년 10월 -
- 김구 1935년 10월 -
- 조완구 1935년 10월 -
- 김성수 1947년 3월 3일 - 1947년 9월 5일
- 김창숙 1947년 3월 3일 - 1947년 9월 5일
- 오세창 1947년 3월 3일 - 1947년 9월 5일
- 조만식 1947년 3월 3일 - 1947년 9월 5일
- 이청천 1947년 3월 3일 - 1947년 9월 5일
- 김성수 1947년 9월 5일 - 1948년 8월 15일
- 김창숙 1947년 9월 5일 - 1948년 8월 15일
- 오세창 1947년 9월 5일 - 1948년 8월 15일
- 조만식 1947년 9월 5일 - 1948년 8월 15일
- 이청천 1947년 9월 5일 - 1948년 8월 15일

## 기타
1932년 일본 영사관의 상해 대한민국 임시정부 습격으로 정무, 군사, 예산, 회의자료, 인사임면기록 일부를 압수당하였다.

## 같이 보기
- 대한민국 임시정부
- 국무원
- 국무위원
- 대한민국 행정부
- 대한민국 임시정부의 국무총리
- 대한민국 임시정부의 수반 목록